# Модель Кляйна (інновації)
Модель Кляйна, або модель інновацій Клайна, була представлена інженером-механіком Стівеном Дж. Клайном у 1985 році, а далі описана Клайном та економістом Натаном Розенбергом у 1986 році. Ланцюгова модель є спробою описати складність інноваційного процесу. Модель вважається найбільш значним науковим внеском Клайна.
У ланцюжковій моделі Кляйна нові знання не обов'язково є рушійною силою для інновацій. Натомість процес починається з виявлення незадоволеної потреби ринку. Це стимулює дослідження та дизайн, потім редизайн і виробництво, і нарешті — маркетинг зі складними петлями зворотного зв'язку між усіма етапами. Існують також важливі цикли зворотного зв'язку з базою знань, що зберігається в організації та в усьому світі, з новими фундаментальними дослідженнями, які проводяться або замовляються в разі потреби, щоб заповнити прогалини.
Цю модель часто протиставляють так званій лінійній моделі інновацій, у якій фундаментальні дослідження ведуть до прикладних розробок, потім інженерії, потім виробництва і нарешті — маркетингу та дистрибуції.